# Perserreich
Als Perserreich oder Persisches Reich wird das Großreich der Perser bezeichnet, das zeitweise von Thrakien bis nach Nordwestindien und Ägypten reichte. Es bestand in unterschiedlicher Ausdehnung von etwa 550 bis 330 v. Chr. (Altpersisches Reich der Achämeniden) und von ca. 224 bis 651 n. Chr. (Neupersisches Reich der Sassaniden). Das namensgebende Kernland des Perserreiches war die Persis (altpersisch Parsa), eine Region in Südwest-Iran.
Im folgenden Überblick wird sowohl auf die Zeit der Seleukiden als auch auf das iranische Partherreich der Arsakiden eingegangen, welches die makedonisch-griechische Fremdherrschaft ablöste. In vielerlei Hinsicht lehnten sich auch die Sassaniden an die Parther an, sodass aus Verständnisgründen die Geschichte des vorislamischen Persien einheitlich in diesem Artikel behandelt wird.
In den letzten Jahrzehnten wurde die Geschichte Persiens verstärkt Gegenstand eigenständiger wissenschaftlicher Untersuchungen. Ein Meilenstein dieser Entwicklung im Hinblick auf das Achämdenidenreich waren die Achaemenid History Workshops in den 1980er Jahren und Beiträge von Wissenschaftlern wie Heleen Sancisi-Weerdenburg und Amélie Kuhrt. Das Sassanidenreich wiederum wird in der aktuellen Forschung verstärkt im Kontext der spätantiken Geschichte betrachtet.

## Achämeniden (550–330 v. Chr.)
Verglichen mit seinen Vorgängern, den neu-assyrischen und neubabylonisch-chaldäischen Großreichen, hatte das Achämenidenreich die größte Flächenausdehnung. Während seiner Existenz wurde es niemals in seinem Bestand bedroht und behielt seine territoriale Integrität weitgehend bei. Während der ganzen Geschichte des Reichs sind keine ausländischen Mächte oder Nachbarn erkennbar, mit denen die persischen Könige auf Augenhöhe hätten verkehren können.

### Gründung des Achämenidenreichs

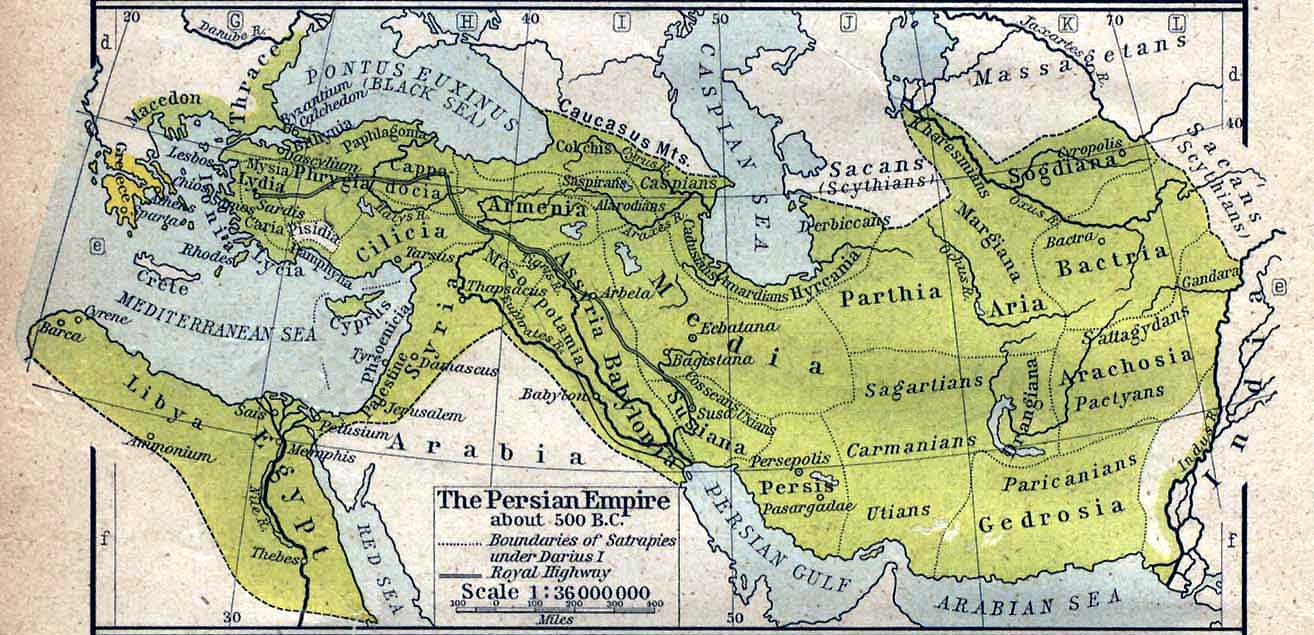
Das Perserreich um 500 v. Chr.

Der Gründer des persischen Großreichs der Achämeniden war Kyros II., als sein Gestalter gilt jedoch Dareios I. Kyros II. wurde kurz nach 560 v. Chr. König von Anschan, einer Region in der Persis unter der Oberhoheit der Meder, die nach dem Niedergang des elamischen Reichs im 7. Jahrhundert v. Chr. seit etwa hundert Jahren eine Hegemonie über diesen Raum ausübten. Kyros II. gelang es um 550 v. Chr., diese Oberherrschaft abzuschütteln. In den nachfolgenden Jahren eroberte Kyros II. das Mederreich und schuf damit die Grundlagen des persischen Großreiches.

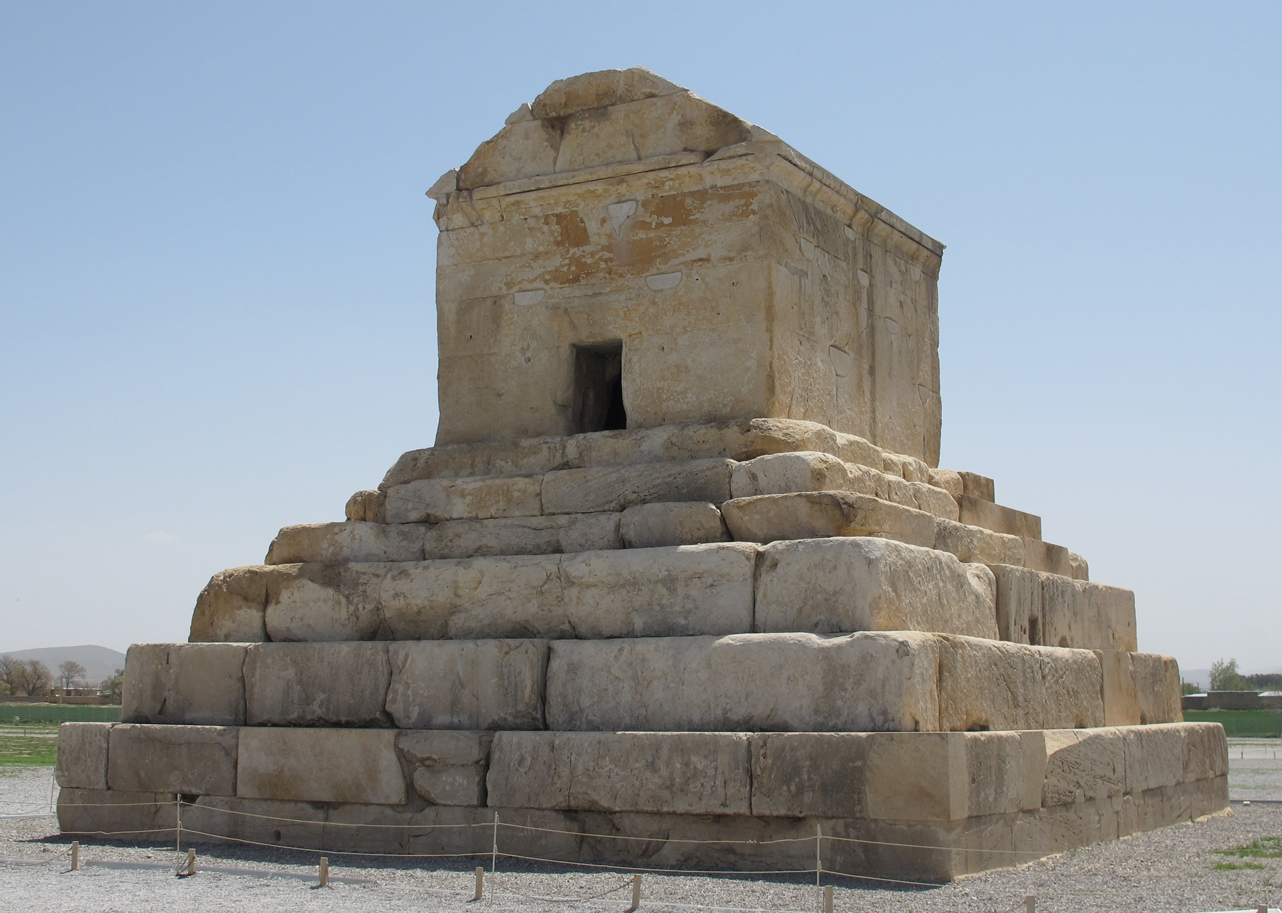
Grabstätte von Kyros II. in Pasargadae-Iran

Mit dem Sieg über die Lyder unter Krösus 541 v. Chr. kam Kleinasien weitestgehend unter persische Herrschaft, ebenso wie die dortigen griechischen Stadtstaaten. 539 v. Chr. fiel auch relativ schnell Babylonien an Kyros II., da Nabonids Verhältnis zu den einflussreichen einheimischen Priestern des Tempels für Marduk gestört gewesen war und dieser daher keine große Unterstützung im Kampf gegen Kyros II. fand. Durch die Eroberung Babyloniens gelangte auch Juda unter persische Kontrolle. In der Bibel sind die Perser als Befreier vom babylonischen Exil fast das einzige nichtjüdische Volk, das stark positiv dargestellt ist.

### Dareios I. und der Beginn der Perserkriege

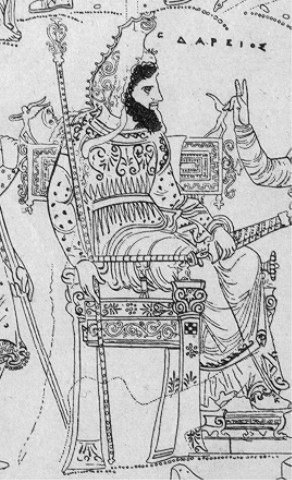
Dareios I. (Regierungszeit 521–486 v. Chr.)

Nach dem Tod von Kambyses II. (522 v. Chr.), dem Sohn und Nachfolger des Kyros, der Ägypten dem Reich eingegliedert hatte, kam es zu einer Nachfolgekrise. Der Inschrift von Behistun zufolge tauchte ein Magier mit Namen Gaumata auf und behauptete, Bardiya, der totgeglaubte Sohn des Kyros, zu sein. Dareios I. habe dann den Betrüger besiegt und den Thron bestiegen. Ein Teil der modernen Forschung hält es für möglich, dass der Bericht des Dareios nicht mehr war als ein Rechtfertigungsversuch für dessen Usurpation des Throns und Gaumata tatsächlich der echte Bardiya gewesen sein könnte – diese Theorie kursierte bereits in der Antike.
Dareios I., ein entfernter Verwandter Kyros’ II., komplettierte den Rohbau des Reiches, indem er dessen Verwaltung in Satrapien organisierte, die Wirtschaft stärkte und Teile Indiens und Thrakiens dem Reich anschloss. Außerdem baute er seine achämenidische Residenz in Persepolis.
Um 500 v. Chr. brach vermutlich auch aufgrund wirtschaftlicher Probleme ein Aufstand der kleinasiatischen Griechen aus, der bis 494 v. Chr. andauerte und als Ionischer Aufstand bezeichnet wird. Die Perser reagierten mit Unternehmungen im Ägäisraum, unter anderem gegen die Unterstützer der Aufständischen, Athen und Eretria. Die Einmischung von Athen konnte vom persischen König womöglich als Vertragsbruch betrachtet werden, da athenische Gesandte dem König 507/6 v. Chr. den „Vasalleneid“ geleistet hatten. Bis auf die Niederlage in der Schlacht bei Marathon 490 v. Chr. war man dabei erfolgreich. Dies war der Beginn der so genannten Perserkriege, über deren Verlauf uns Herodot Auskunft gibt, wenn auch manche seiner Beobachtungen als kriegsbeteiligte Partei mit Vorsicht zu genießen sind. Die militärischen Auseinandersetzungen wurden zu einem bestimmenden Element der Beziehungen zwischen den griechischen Poleis und dem Perserreich. Andererseits waren griechische Geschichtsschreiber durchaus fasziniert vom Perserreich, zumal mehrere Griechen bis zum Untergang des Reiches in persischen Diensten standen und griechische Poleis durchaus diplomatische Kontakte zum persischen Hof zu ihren Gunsten zu nutzen versuchten. Einige griechische Autoren widmeten Persien sogar spezifische ethnographische Werke (Persika), wobei der bekannteste davon Ktesias von Knidos war.

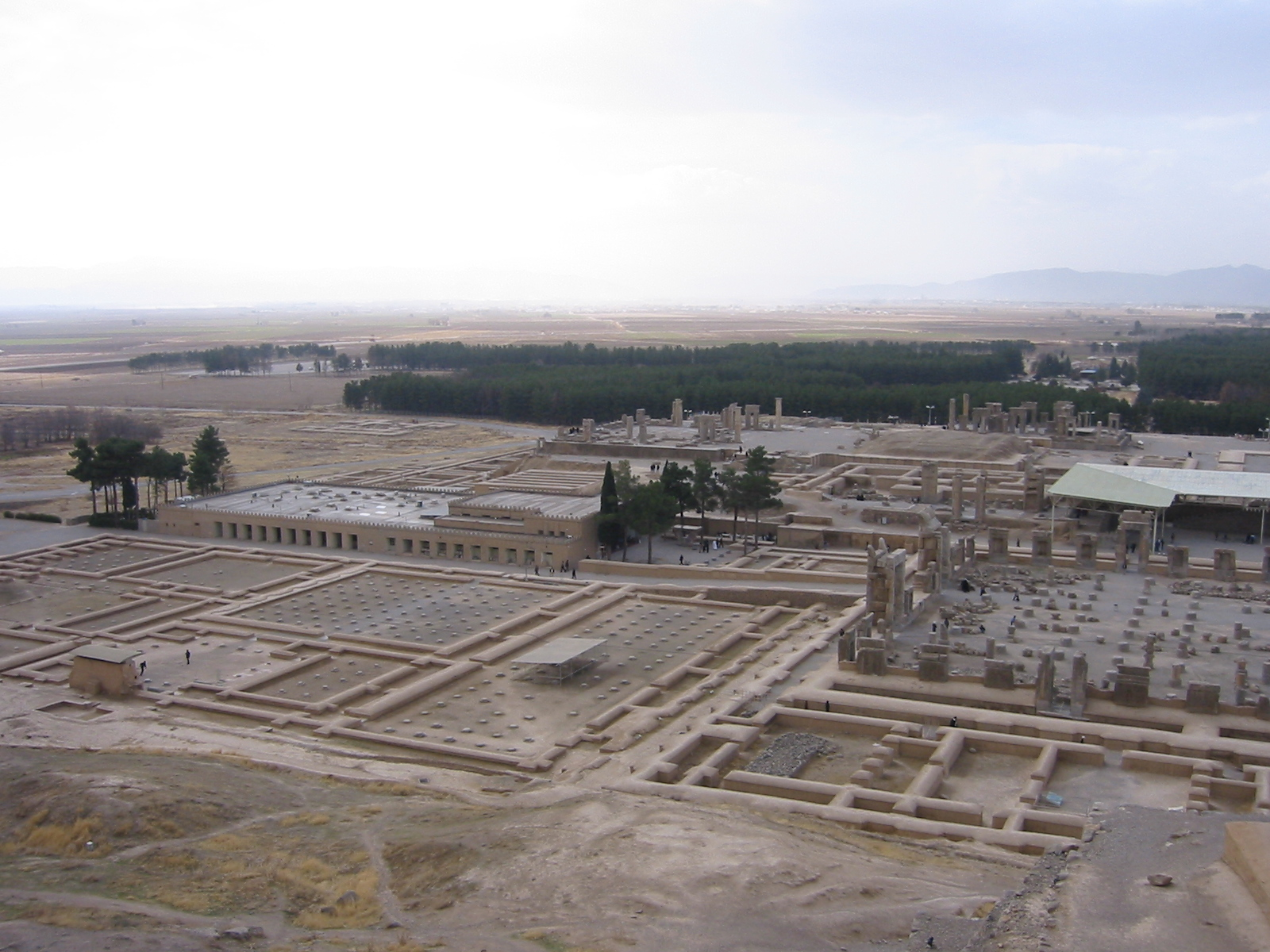
Die Ruinen von Persepolis

Der weitaus größere Feldzug des Xerxes I., wobei die bei Herodot überlieferten Zahlenangaben jedoch völlig übertrieben sind, scheiterte ebenso: In der Schlacht von Salamis 480 v. Chr. und der Schlacht von Plataiai im Jahr darauf wurden die in der Überzahl befindlichen Perser erneut besiegt. Der 481 v. Chr. gegründete Hellenenbund ging gar zum Gegenangriff über und befreite die kleinasiatischen Griechen. Persien akzeptierte diesen Verlust vorläufig, zumal es genügend Probleme im Inneren gab, etwa die Abfallbewegung peripherer Reichsteile wie Ägypten, welches aufgrund der Kornversorgung von großer Bedeutung war. Außerdem nahm die Macht der Satrapen zu, von denen einige in der Folgezeit immer wieder den Aufstand probten.
Für die sogenannten „Perserkriege“, die in der klassischen Überlieferung eine große Rolle spielen, gibt es keine altorientalischen Quellen. Offenbar hatte dieser Konflikt für diese nicht die gleiche Bedeutung wie für die Griechen. Aufgrund der fehlenden altorientalischen Quellen ist es schwierig, die persischen Absichten der Feldzüge gegen die griechische Staatenwelt zu ergründen. Es könnte sein, dass eine indirekte Herrschaft über einen Kranz von Vasallenstaaten geschaffen werden sollte. So gesehen wären die Feldzüge einer Konsolidierungsphase des persischen Reichs zuzuordnen, in der der Legitimierungsdruck in Verbindung mit dem Eroberungszwang für die persischen Könige bereits abgenommen hatte. Eine Verbindung, die sich bereits bei den altorientalischen Vorgängerreichen beobachten lässt. Der Westen basierend auf den griechischen Quellen stilisierte vor allem in europäisch-neuzeitlicher Zeit die frühen Ereignisse der Auseinandersetzung hoch und stellte es als Kampf zwischen West und Ost, zwischen Asien und Europa, zwischen Freiheit und Unfreiheit dar. Es wurde dabei übersehen, dass viele griechische Städte auf Seiten der Perser kämpften oder sich neutral verhielten.

### Vom Peloponnesischen Krieg zum Königsfrieden
Es kam wahrscheinlich 449 v. Chr. zu dem – in der Forschung allerdings umstrittenen – so genannten Kalliasfrieden, der den Status quo zementierte: Das Perserreich akzeptierte die Selbstständigkeit der kleinasiatischen Mitglieder des Attisch-Delischen Seebunds und betrachtete die Ägäis als dessen Herrschaftsraum, wofür im Gegenzug der Seebund keine kriegerischen Aktionen gegen Persien unternahm.
Im Peloponnesischen Krieg (431–404 v. Chr.) unterstützte Dareios II. Sparta, das im Gegenzug versprach, Kleinasien den Persern zu übergeben. Nach Spartas Sieg kam es darüber zum offenen Konflikt und zu Kampfhandlungen zwischen Sparta und dem Perserreich. Es gelang Sparta nicht, die Perser entscheidend zu schlagen. Die immer noch starke Stellung des Perserreiches – trotz des Thronkampfs zwischen Artaxerxes II. und seinem Bruder Kyros (siehe dazu auch Xenophons berühmte Anabasis) – kam dadurch zum Ausdruck, dass es als Garantiemacht für den so genannten Königsfrieden (auch Frieden des Antalkidas genannt) im Jahre 387/86 v. Chr. auftrat. Darin erreichte der persische Großkönig Artaxerxes II. die endgültige Abtretung Kleinasiens, Zyperns und von Klazomenai.
Das Perserreich der Achämeniden verfügte über eine gewaltige Finanzkraft, was besonders im erwähnten Peloponnesischen Krieg deutlich wurde, als persische Subsidien den Krieg zu Gunsten Spartas entschieden und Persien sich erneut als Führungsmacht profilierte. Persien profitierte somit am meisten vom Peloponnesischen Krieg, der das Machtgleichgewicht in Griechenland selbst zerstört hatte, wo es nun zu Kämpfen um die Hegemonie zwischen Athen, Sparta und Theben kam.

### Innere Verhältnisse des Achämenidenreichs
Das persische Reich kann in Bezug auf seine Organisation und Ideologie als Erbe der altorientalischen Vorgängerreiche beschrieben werden. Der Charakter des Reichs dagegen war multiethnisch und multikulturell. In den achämenidischen Königsinschriften kommt zum Ausdruck, dass die Grenzen des Reichs identisch mit den Grenzen der Welt waren. Die nicht vom König beherrschten Länder wurden nicht erwähnt. Aufstände galten als Bedrohung von Innen und außenpolitische Gegner spielten keine Rolle. Die noch zu Beginn der Herrschaft aufgelisteten historischen Ereignisse verschwanden zunehmend in den Königsinschriften, so dass der Staat das Selbstverständnis einer auf Ewigkeit ausgerichteten und von der Gottheit sanktionierten Einrichtung erhielt.
Die Könige griffen lokale Traditionen auf, fügten sich in sie ein und modellierten ihre Herrschaft in unterschiedlichen Regionen nach den jeweils lokalen Kontexten. Die Provinzen verfügten über eine gewisse Selbstständigkeit mit einer Zentrale, die sie überwachte. Die Basis des Reichs lag im Südwesten Irans, wo sich über Jahrhunderte hinweg eine elamisch-persische Mischkultur gebildet hatte. Eine eigentliche Hauptstadt der persischen Könige ist nicht erkennbar, denn der König und sein Hof reisten viel herum.
Der König erhielt seine Legitimation durch seine Abstammung, die göttliche Sanktionierung und seine Taten. Zu den Pflichten und Aufgaben des persischen Königs gehörten Frieden und Wohlstand für die Untergebenen und Länder in einer geordneten Welt zu garantieren. Um diese Ziele erreichen zu können, musste der König besonnen sein und über außerordentliche körperliche und geistige Fähigkeiten verfügen. Mit diesen Fähigkeiten gewann er die Loyalität seiner Untertanen. Wenn die Loyalität in Frage gestellt wurde, gewann das Prinzip der „Lüge“ die Oberhand und die Ordnung zerbrach. Die Könige waren die Garanten dafür, dieses die Ordnung der Welt bedrohende Prinzip in Schach zu halten. Er war ein Mensch, der für seine Untertanen Verantwortung trug, an Normen gebunden war und in einer privilegierten Position mit den Göttern kommunizieren konnte.
Unter Dareios I. bildete sich zunehmend ein Königtum und eine Reichselite mit einer persischen Identität. Die bis dahin geltende Heiratspolitik zwischen ausländischen Prinzessinnen und dem Königshaus wurden durch Heiraten innerhalb des persischen Adels ersetzt. Die Reichselite besetzte die wichtigsten Ämter am Hof und in den Provinzen und der König band sie mit Geschenken. Gemeinsame Speiserituale spielten eine große Rolle bei den gegenseitigen Bindungen. Loyalität wurde mit Wohltaten vergolten und Illoyalität schwer bestraft.
Die persischen Könige konnten sich auf einen bürokratischen Apparat stützen, dessen Wurzeln in die Vorgängerreiche zurückreichen. In den Archiven zeigen sich Abläufe, die sich über das ganze Reich hinziehen. Der oftmals multilinguale Charakter der Verwaltung zeigt sich im Besonderen bei den Verwaltungsarchiven von Persepolis, aber es spielen auch lokale Traditionen eine wichtige Rolle. Die alten Schriftensysteme wurden sowohl in Ägypten als auch Babylonien beibehalten.
Das Heer war multiethnisch. Zudem wurde eine Flotte basierend auf dem Wissen der unterworfenen Seefahrerstädte aufgebaut. Der Aufbau der persischen Flotte kann als ähnlich innovativ bezeichnet werden wie das von Themistokles initiierte Flottenprogramm der Athener.

### Alexander der Große und das Ende des Achämenidenreiches

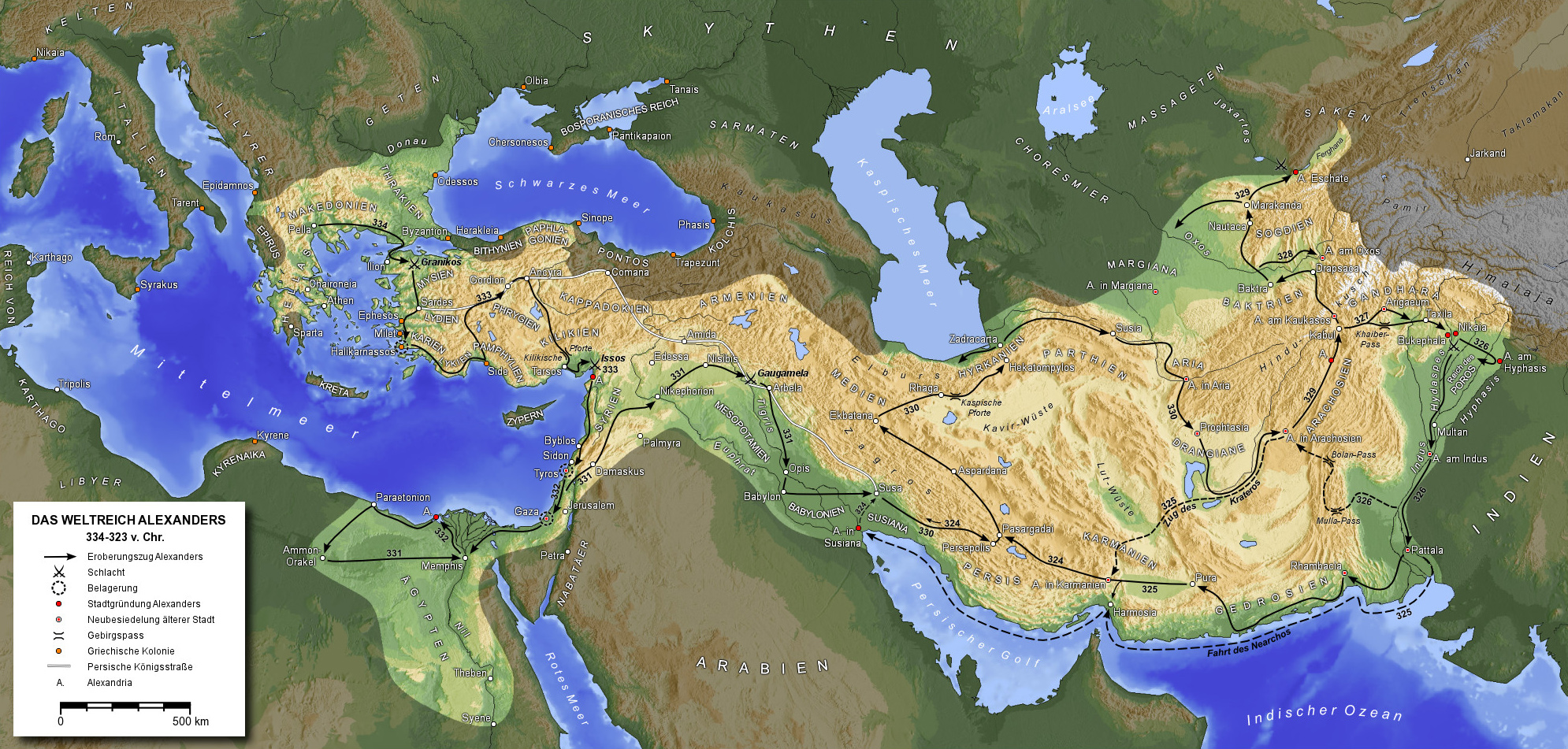
Der Alexanderzug

Das Ende des achämenidischen Reichs geschah durch die Eroberung des Makedonenkönigs Alexanders des Großen in den Jahren von 334 bis 330 v. Chr. Über die Gründe des schnellen Untergangs rätselt die Geschichtswissenschaft nach wie vor. Sie betrachtete lange Zeit jede imperiale Staatsform aus der Perspektive von negativen Vorzeichen. Das führte dazu, dass Wissenschaftler die Erzählungen der antiken Schriftsteller wie diejenigen von Herodot und vor allem Ktesias von Knidos über die Dekadenz des Reichs und den Despotismus des Königs als Fakten anerkannte und darauf basierend den inneren Zerfall des Reichs als naturgegebene Größe ansah. Die neuere Wissenschaft steht diesem Standpunkt kritisch gegenüber, da die Quellenlage weder einen schleichenden Zerfall des Reichs noch einen Dekadenzprozess des Herrscherhauses oder in seinem Umfeld feststellen lässt.
Ein neueres Erklärungsmodell geht von einem funktionierenden und wohl geordneten Gegner von Alexander dem Großen aus, den dieser in mehreren Schlachten und langwierigen Kämpfen militärisch schlagen konnte. Dabei spielen wiederum die Beschreibungen von Herodot eine Rolle, der die Perser als militärisch hoffnungslos unterlegen darstellte. Auch diese Fakten wurden zunehmend in Frage gestellt. Heute wird das Ende des achämenidischen Reichs eher als unerwartetes und plötzliches Ereignis angesehen, das weder von Alexander dem Großen noch von seinem Gegner Dareios III. vorhergesehen werden konnte.
Die Idee der Weltmacht lebte trotz des Untergangs des Achämenidenreichs weiter, erst bei Alexander (Alexanderreich), dann bei seinen Nachfolgern in Persien, den Seleukiden. Interessanterweise wurde Alexander in der späteren iranischen Überlieferung recht unterschiedlich betrachtet, was im mittelalterlichen Schāhnāme reflektiert wird: Während er einerseits als guter und mächtiger, gar weiser König beschrieben wurde, wurde der Alexanderzug in der mittelpersischen Tradition wiederum als destruktives Ereignis betrachtet, wobei Alexander als ungerechter Herrscher geschildert wird.

## Seleukiden (305–129 v. Chr.)

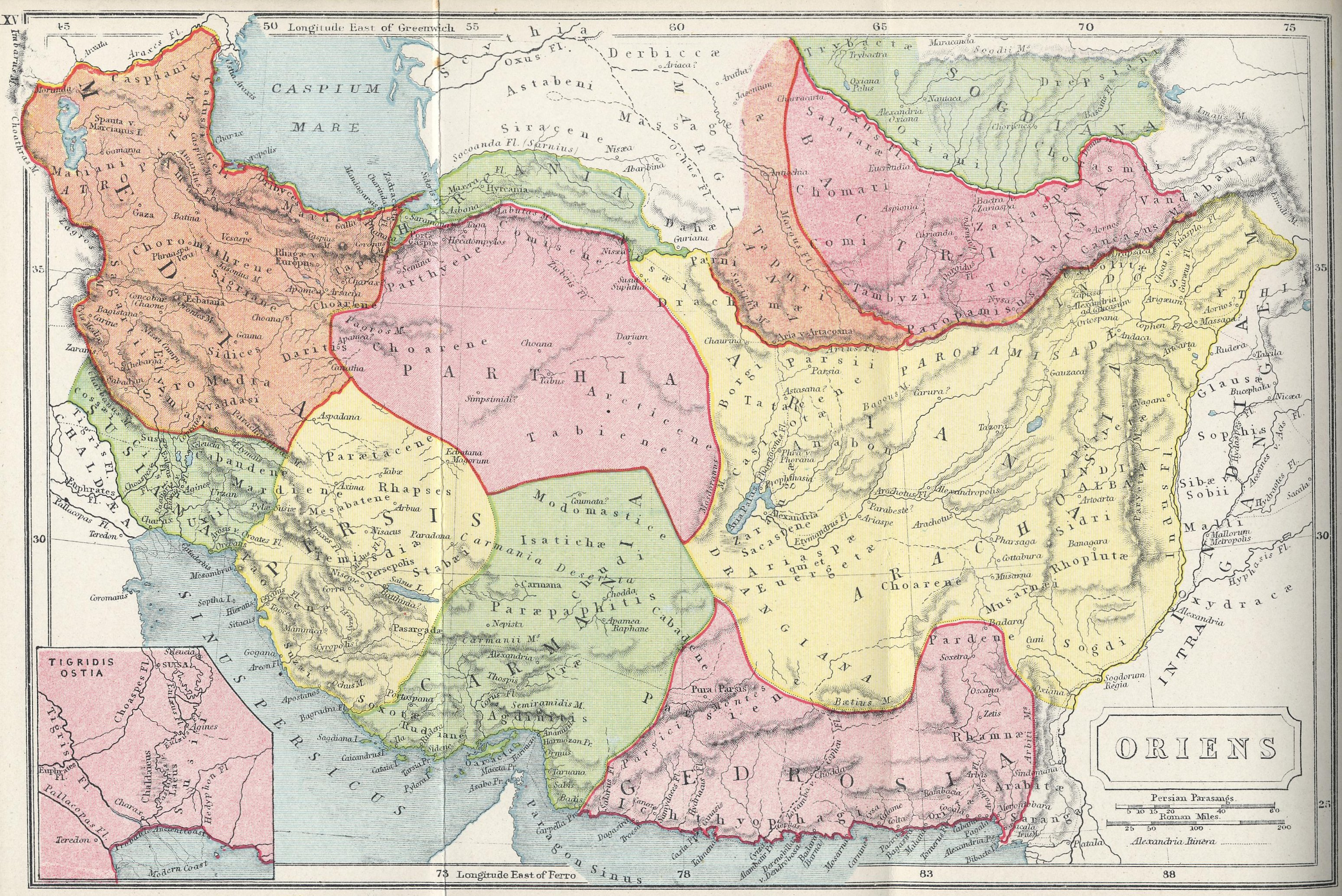
Karte des Orients im Altertum

Nach dem Tod Alexanders 323 v. Chr. kam es zu den Diadochenkriegen. In diesen setzte sich im Osten ein Weggefährte Alexanders durch, Seleukos I. Das heutige Iran war während des Hellenismus jedoch nur teilweise und unvollständig unter der Kontrolle der Seleukiden. Dies war zum einen der Größe des Raumes, andererseits der geringen Anzahl von Griechen bzw. Makedonen geschuldet, die diese Region kontrollieren mussten. Die ersten Seleukiden bevorzugten zwar Makedonen und Griechen, versuchten aber, einen modus vivendi mit den Einheimischen zu schaffen. Diese Ausgleichspolitik war zu Anfang erfolgreich. Daneben betrieben die Seleukiden auch eine gezielte Urbanisierungspolitik, vor allem in Syrien, Mesopotamien und Baktrien sowie entlang wichtiger Verkehrsachsen (siehe etwa Apameia am Orontes, Antiochia am Orontes, Seleukeia-Ktesiphon oder Ai Khanoum). Für die Persis sind seleukidische Unterkönige belegt (siehe Frataraka).
Die ersten Zerfallserscheinungen traten mit dem Abfall Baktriens (ca. 256 oder 240 v. Chr.; die Chronologie ist sehr unsicher) auf. So beschränkten die Seleukiden ihre Herrschaft auf den westlichen Teil des heutigen Iran sowie auf Mesopotamien, Syrien und Kleinasien. Im Osten traten in dieses Machtvakuum die Parther, die um 240 v. Chr. den Nordosten Irans in Besitz nahmen. Antiochos III. versuchte noch durch seine berühmte Anabasis (dt.: „Hinaufmarsch“; gemeint ist ein Feldzug in die Oberen Satrapien, der von etwa 212 bis 205/04 v. Chr. dauerte), diese Regionen wieder unter die Oberhoheit der Zentralregierung zu zwingen, musste sich jedoch letztendlich mit einer formalen Oberherrschaft zufriedengeben.
In den nächsten Jahrzehnten (188–140 v. Chr.) verloren die Seleukiden, bedingt durch interne Auflösungserscheinungen ihres Staates und das starke Engagement im Westen gegen das Römische Reich und seine Verbündeten, fast sämtliche östlichen Territorien. Antiochos VII. trat den Parthern noch einmal entgegen, doch fiel er nach Anfangserfolgen im Jahr 129 v. Chr. im Kampf. Mit dem darauffolgenden endgültigen Verlust Mesopotamiens ging auch die östliche Residenzstadt der Seleukiden, Seleukeia am Tigris, an die Parther verloren, womit die Seleukiden auf ihre westlichen Randbesitzungen mit dem Zentrum im heutigen Syrien beschränkt wurden.

## Arsakiden (ca. 240 v. Chr.–224 n. Chr.)
Die (nicht-persischen, aber iranischen) Partherherrscher der Arsakiden eroberten während des langsamen Zerfallsprozesses des Seleukidenreiches nach und nach eine Region, die ungefähr deckungsgleich mit der die modernen Staaten Irak und Iran umfassenden ist. Unter Mithridates I. (171–139/38 v. Chr.) besetzten sie 141 v. Chr. Mesopotamien, wobei sie die Seleukiden auf den äußersten Westen ihres ehemaligen Riesenreiches beschränkten, und eroberten im Osten Teile des griechisch-baktrischen Reichs. Auch wenn das Partherreich weiterhin Angriffen der zentralasiatischen Steppenvölker ausgesetzt war (unter anderem der Kuschana) und im Westen Rom aktiv wurde, konnten die Parther sich behaupten. Das Partherreich bildete bald schon das Bindeglied zwischen dem Imperium Romanum im Westen und Zentralasien und China im Osten.

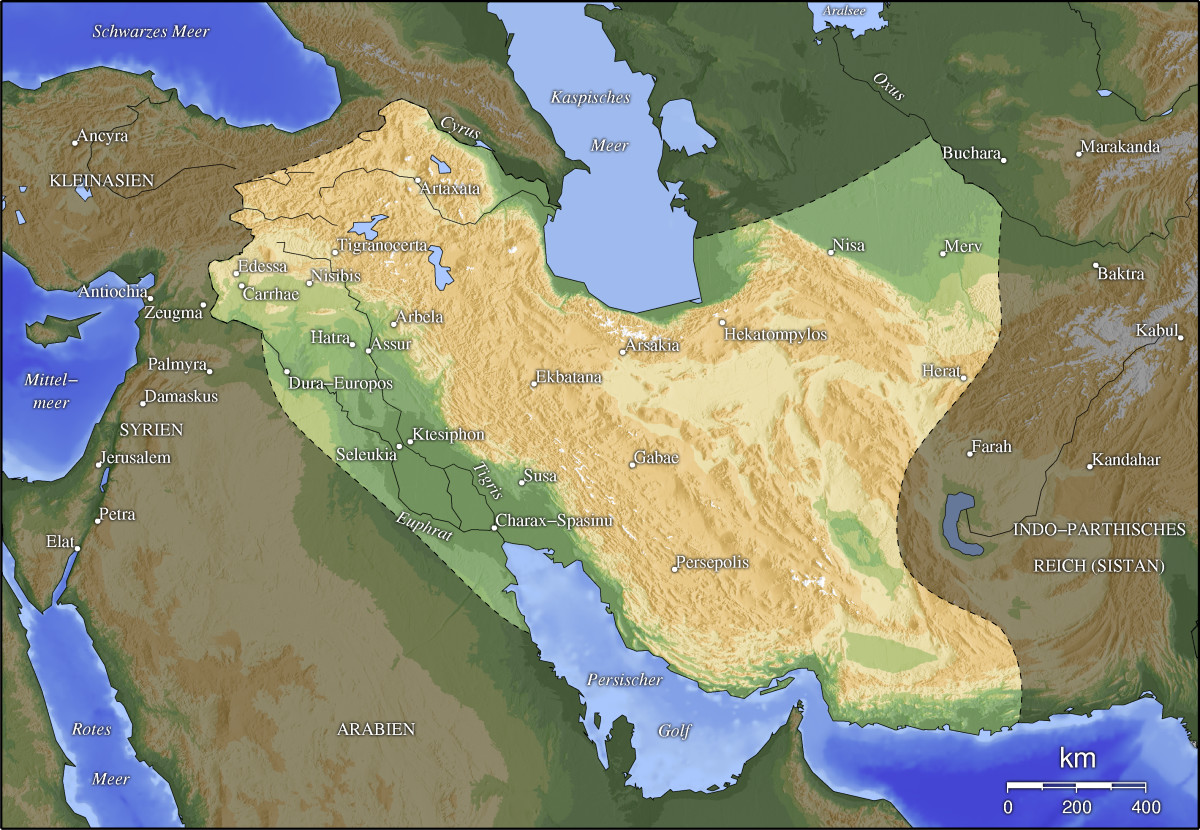
Ungefähre Ausdehnung des Partherreichs

Vor allem mit Rom brachen die Kämpfe in den Partherkriegen seit den 50er Jahren des 1. Jahrhunderts vor Christus nicht mehr ab. Armenien war und blieb ein Streitpunkt, und unter Pompeius wurden die Römer nach Errichtung der Provinz Syria 64/63 v. Chr. zu direkten Nachbarn der Parther. Diese Kämpfe verliefen sehr wechselhaft. So siegten etwa die Parther in der Schlacht bei Carrhae im Jahre 53 v. Chr. über ein römisches Heer (die erbeuteten Feldzeichen wurden 20 v. Chr. von König Phraates IV. dem ersten römischen Kaiser Augustus zurückgegeben). Auch wenn es den Römern mehrmals gelang, in das Reich einzudringen – so wurde die De-facto-Hauptstadt Seleukeia-Ktesiphon (in der Nähe des heutigen Bagdad) wiederholt belagert bzw. erobert –, konnten sie diesen Raum nie dauerhaft in Besitz nehmen, so dass ihre Invasionen eine Episode blieben. Dies gilt sowohl für die Eroberungen Trajans (ab 114 hatten römische Truppen nach und nach weite Teile des westlichen Partherreiches im Zweistromland unter Kontrolle gebracht und auch Ktesiphon erobert), die Hadrian 117 wieder aufgeben musste, als auch für die insgesamt erfolgreichen Kämpfe des römischen Kaisers Mark Aurel (162–166). Die Kämpfe brachen auch in der Severerzeit nicht ab (siehe Septimius Severus und Caracalla). Vor allem das parthische Heer, das hauptsächlich aus berittenen Bogenschützen und Panzerreitern bestand, bewährte sich in den Auseinandersetzungen gegen Rom.
Im Inneren waren die Parther der griechischen Kultur gegenüber sehr aufgeschlossen und scheinen generell relativ tolerant gewesen zu sein – wenn auch freilich in Grenzen. Zahlreiche Elemente hellenistischer Herrschaft bestimmten das Leben am parthischen Hof, auch wenn der iranische Einfluss nach der Zeitenwende wieder zunahm (siehe auch Parthische Kunst). Der Adel hatte gegenüber dem König relativ große Freiheiten. Tatsächlich gab es Unterkönige, doch gefährdeten diese zunächst nicht den Gesamtbestand des Staates, der insgesamt sehr locker aufgebaut war, wenngleich die inneren Kämpfe im 1. und 2. Jahrhundert n. Chr. zweifellos die Macht des Königtums weiter schwächten; diese Schwäche hatte Trajans schnelle Eroberung wohl auch erst ermöglicht.
Das Ende für die Arsakiden kam dennoch aus dem Inneren des Reiches. Artabanos IV. wurde vom Unterkönig der Persis, Ardaschir I., im Jahr 224 n. Chr. in der Schlacht von Hurmuzgan getötet; kurz darauf wurde auch der mit Artabanos rivalisierende König Vologaeses VI. von Ardaschir besiegt. Die Arsakidenherrschaft brach zusammen und eine neue Dynastie übernahm die Führung des Reiches: Die Sassaniden, die das Reich erneuerten und zu einem tödlicheren Gegner Roms wurden, als es die Parther je waren.

## Sassaniden (224–651)

### Das Wiedererstarken Persiens unter den Sassaniden

Das Sassanidenreich zum Zeitpunkt seiner größten Ausdehnung um 620 n. Chr. (heller markierte Gebiete wurden nur vorübergehend beherrscht).

Die Sassaniden (auch Sasaniden) eroberten unter Ardaschir I., dessen Vater Papak noch als parthischer Unterkönig fungiert hatte, innerhalb weniger Jahre den parthischen Raum – nur in Armenien konnten sich die Arsakiden mit römischer Unterstützung noch bis 428 an der Macht halten – und drangen zum Teil auch noch weiter vor. Die Konflikte dieses Neupersischen Reichs mit Rom bzw. Ostrom sollten die Geschichte der gesamten Spätantike entscheidend mitbestimmen (siehe Römisch-Persische Kriege).
Mit Beginn der Herrschaft der Sassaniden wurde das griechische Element weitgehend zurückgedrängt (eine Tendenz, die bereits unter den Parthern nach der Zeitenwende eingesetzt hatte), und die vermeintlich traditionellen iranischen Werte wurden betont: Nun erst wurde die „Idee von Iran“ (Gherardo Gnoli) geboren, während die Arsakiden als Fremdherrscher abqualifiziert wurden. Mehrere parthische Adelsgeschlechter allerdings konnten sich mit den Sassaniden arrangieren und behielten ihren Einfluss. Das Königtum war in der Folgezeit stets bestrebt, Spielräume gegenüber dem weiterhin starken Adel zu nutzen. Dennoch war die Macht des Königtums, verglichen mit der Partherzeit, nun gestärkt, wenngleich es sehr auf die Fähigkeiten des jeweiligen Königs ankam; an der Spitze der Verwaltung stand der Wuzurg-Framadar als der oberste königliche Minister. 
Die neue Dynastie suchte zudem nach religiöser Legitimation – der Zoroastrismus wurde daher so einflussreich wie nie zuvor, wenngleich nicht von einer „Staatsreligion“ im eigentlichen Sinne gesprochen werden kann, denn bis zuletzt wurden in der Regel andere Kulte (meist auch das Christentum) geduldet. In spätsassanidischer Zeit sind Christen sogar im engsten Hofkreis belegt (siehe etwa Schirin und Yazdin). Besonders der wiederholt formulierte Anspruch der sassanidischen Großkönige, König der Könige von Ērān und Anerān zu sein (wobei damit nicht der heutige Staat Iran, sondern das gesamte von Iraniern bewohnte Gebiet gemeint ist), bekräftigte die ehrgeizigen Pläne.
Die Sassaniden sahen sich vielleicht in der Nachfolge der Achämeniden (von denen sie allerdings fast nichts mehr gewusst haben dürften und nur noch vage als „Urahnen“ sprachen) und knüpften an deren expansive Politik an: Ziel war es eventuell, die Grenzen des alten Perserreiches wiederherzustellen – wahrscheinlich ging es faktisch aber nur um die Vertreibung der Römer aus Armenien und Mesopotamien. Bereits unter Schapur I. brachte man den Römern einige empfindliche Niederlagen bei. Letztlich allerdings konnte sich Rom behaupten und unter Diokletian sogar Gebiete in Mesopotamien annektieren.

### Das römisch-persische Verhältnis – zwischen Konfrontation und Koexistenz
Der Konflikt zwischen diesen beiden Großmächten verschärfte sich zunächst zunehmend, es kam jedoch mit der Zeit auch zu einer bemerkenswerten Wandlung: Die Römer akzeptierten die Sassaniden als faktisch gleichberechtigt. Für sie waren diese Perser keine Barbaren mehr wie die Germanen, sondern eine zivilisierte, fast gleich starke, fast ebenbürtige Macht. So waren die Parther nie von den Römern gesehen worden. Auch die Sassaniden sahen die Römer in einem ähnlichen Licht, was die Anreden in überlieferten Briefen deutlich macht (Bruder-Anrede etc.). Bis zum 6. Jahrhundert hatte sich ein ausgefeiltes diplomatisches Protokoll entwickelt, das bei (ost-)römisch-persischen Kontakten zu beachten war. So wurde es etwa üblich, Thronwechsel im eigenen Reich dem anderen offiziell mitzuteilen.
Dennoch brachen im 4. Jahrhundert die Kampfhandlungen zunächst nicht ab. Der bedeutende Großkönig Schapur II. führte einen längeren Krieg gegen die Römer, wozu uns ein detaillierter Bericht des Historikers Ammianus Marcellinus vorliegt. Als der römische Kaiser Julian 363 auf einem Feldzug gegen die Perser fiel, zwang Schapur II. dessen Nachfolger Jovian zu einem für die Römer ungünstigen Frieden: Die mesopotamischen Gebiete um Nisibis, die die Römer unter Diokletian 298 erobert hatten, fielen wieder an die Perser. Im Inneren leitete Schapur II. auch eine länger andauernde, politisch motivierte Christenverfolgung ein.
Wahrscheinlich 387 (das Datum ist in der Forschung umstritten) schlossen Schapur III. und der römische Kaiser Theodosius I. einen Vertrag: Der alte Zankapfel Armenien wurde geteilt, die Sassaniden erhielten vier Fünftel des Landes (siehe Persarmenien). Ab diesem Zeitpunkt wurden die Kämpfe über Jahrzehnte deutlich seltener: Abgesehen von zwei kurzen Kriegen unter Theodosius II. herrschte von 387 bis 502 Frieden zwischen den beiden Großmächten.
Die Römer waren in dieser Zeit mit den Folgen der sogenannten Völkerwanderung beschäftigt, während die Sassaniden an der Nordostgrenze zum spätantiken Zentralasien gebunden waren. Dort tauchten Mitte des 4. Jahrhunderts (beginnend mit den Chioniten, den Kidariten und später den Hephthaliten) in mehreren Wellen nomadische Stämme auf, die in der Forschung als iranische Hunnen bezeichnet werden und sich als hartnäckige Gegner der Perser erwiesen. König Peroz I. (465–484) etwa erlitt mehrere Niederlagen gegen die Hephthaliten, von denen er die letzte nicht überlebte. Von seiner Regierungszeit an wurde die Assyrische Kirche des Ostens vom Königtum weitgehend geduldet.

### Mazdakitenbewegung und Zeit Chosraus I. Anuschirvan – Höhepunkt der sassanidischen Geschichte

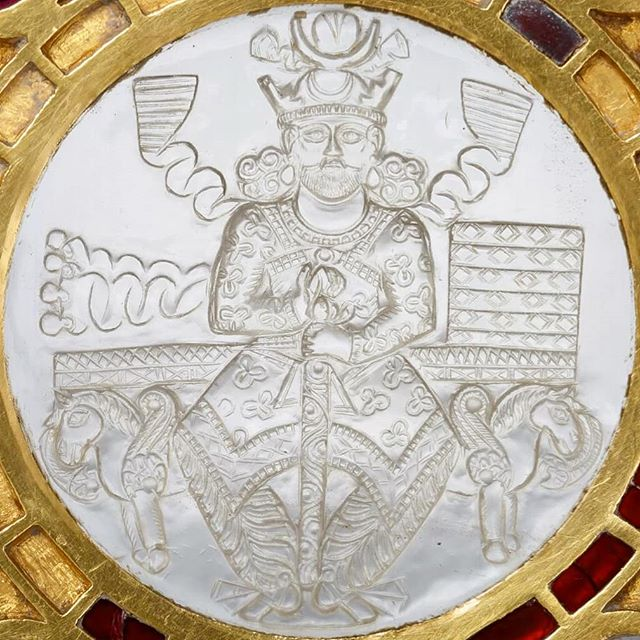
Chosrau I. (sassanidische Darstellung), Cabinet des Medailles, Paris

Im Inneren kam es daraufhin ebenfalls zu Krisen und schwerwiegenden Auseinandersetzungen. Der mächtige Adel versuchte seine Rechte offenbar auf Kosten des Königs auszubauen, doch trat ihm König Kavadh I., der zwischenzeitlich entmachtet wurde, aber den Thron 499 zurück erlangte, entschlossen entgegen. Dabei förderte er wohl die Mazdakiten, bei denen es sich vermutlich um eine religiös-sozialrevolutionäre Bewegung der unteren Schichten handelte. Diese erwiesen sich jedoch als ein nicht minder großes Problem. Erst der bedeutende Großkönig Chosrau I., der große Gegenspieler des oströmischen Kaisers Justinian, zerschlug die Bewegung und begrenzte die Macht des Adels.
Unter Chosrau I. (genannt Anuschirvan, „mit der unsterblichen Seele“), dem weitreichende Reformen nachgesagt werden, erreichte das Sassanidenreich seinen Höhepunkt. Es konnte sich gegenüber dem Oströmischen Reich in einem mit Unterbrechungen geführten längeren Krieg behaupten (wobei es Chosrau zugutekam, dass Ostrom durch die Restaurationspolitik Justinians im Westen gebunden war); für diesen Zeitraum liegt die detaillierte Darstellung des Geschichtsschreibers Prokopios von Caesarea vor, daran anschließend schilderten Agathias, Menander Protektor und schließlich Theophylaktos Simokates die Zeit bis etwa 602. 532 schlossen beide Großmächte einen „ewigen Frieden“, der freilich nur wenige Jahre hielt. Bereits 540 fiel Chosrau, das Engagement Justinians im westlichen Mittelmeerraum ausnutzend, in Syrien ein. Die folgenden Jahre waren von wechselhaft verlaufenden Kämpfen zwischen Ostrom und Persien gekennzeichnet, bevor es 562 zu einem Friedensvertrag kam. Chosrau gelang es, die Grenze gegenüber den Steppenvölkern zu sichern (das Reich der Hephthaliten wurde mit Hilfe der Kök-Türken um 560 zerschlagen). Im Inneren stellte der lokale Landadel (Dehqan) eine zentrale Stütze der Lokalverwaltung dar; dieser spielte noch in frühislamischer Zeit eine wichtige Rolle.

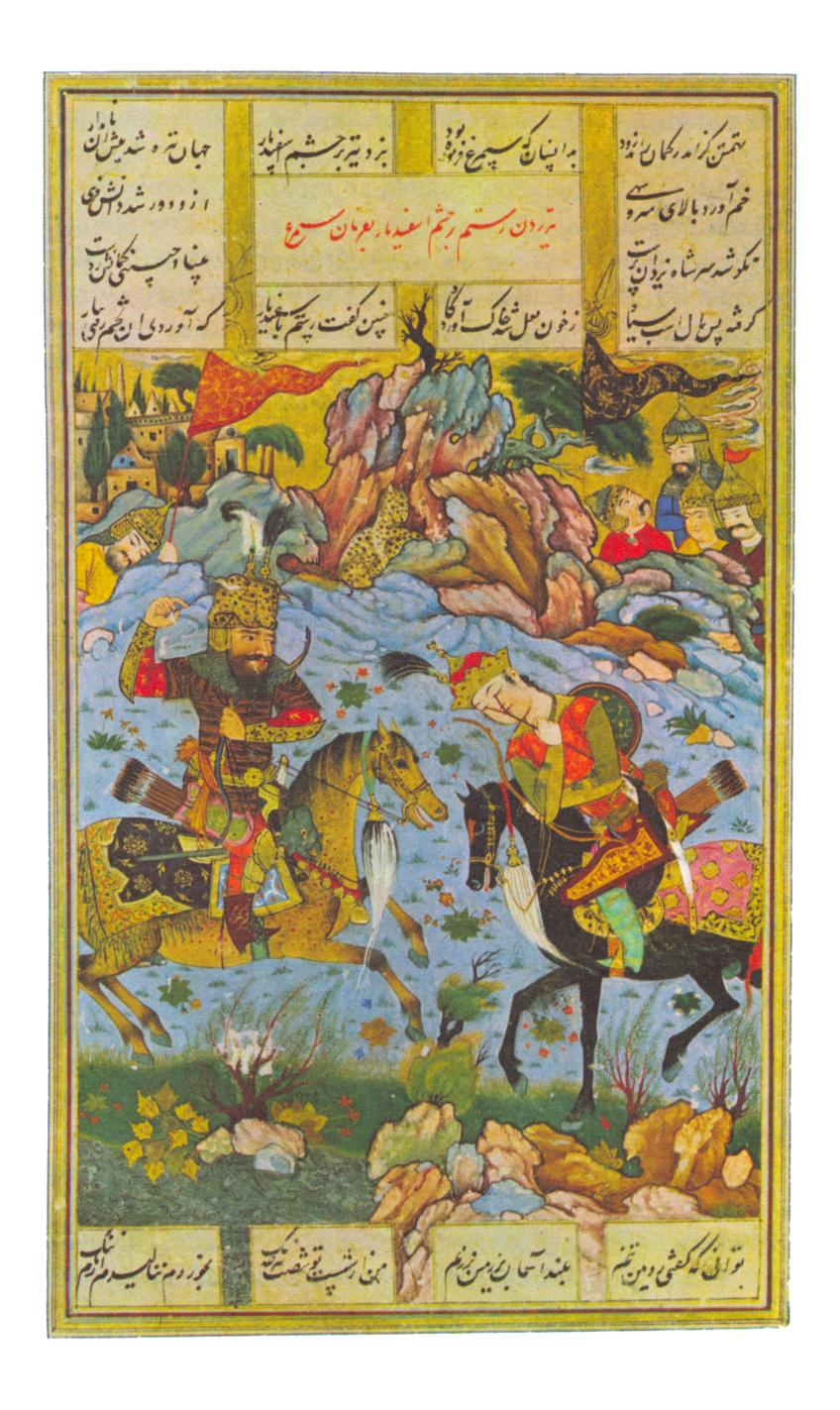
Szene aus dem Schāhnāme: Rostam erschießt Esfandyar mit einem von Simurgh verzauberten Pfeil.

Doch auch kulturell war dies die bedeutendste Phase des sassanidischen Persien, in mancherlei Hinsicht des alten Persiens überhaupt. So ließ der Großkönig griechische und indische Werke ins Mittelpersische übersetzen, ebenso entstanden neue Palastanlagen, wo sich eine prächtige Hofkultur entfaltete. Wenngleich von der mittelpersischen Literatur fast nichts erhalten ist, entstanden doch bedeutende Werke, wie beispielsweise in spätsassanidischer Zeit das Herrenbuch (Xwadaynamag), eine offizielle Reichschronik der persischen Könige von der Zeit der mythischen Herrscher bis in die Gegenwart. Spätere perso-arabische Autoren stützten sich auf sassanidische Quellen für ihre eigenen Werke, so neben at-Tabarī unter anderem Firdausi, der auf dieser Grundlage mit dem (neupersischen) Königsbuch (Schāhnāme) ein unvergessliches Meisterwerk der Dichtkunst schuf. Zahlreiche Erzählungen aus sassanidischer Zeit fanden so ihren Weg in die spätere perso-arabische Überlieferung und beeinflussten diese nachhaltig. In wirtschaftlicher Hinsicht profitierte das Sassanidenreich von seiner geographischen Lage, da der Indienhandel über See und Land weitgehend von persischen Zwischenhändlern kontrolliert wurde. Die sassanidischen Kontakte reichten dabei bis nach China.
572 brach erneut Krieg aus, als Römer und Türken gemeinsam Persien angriffen, doch Chosrau konnte die militärische Krise überwinden; der Krieg aber wurde erst 591, also nach dem Tod Chosraus I., beendet. Das Andenken Chosraus blieb im Orient sehr lange Zeit lebendig, wobei er als der ideale, gerechte König betrachtet wurde (siehe etwa die Darstellung in den Annalen Tabarīs, der auf sassanidische Quellen zurückgreifen konnte) – teilweise sehr im Gegensatz zu den Schilderungen in den westlichen Quellen.

### Letzter Höhepunkt und Untergang – von Chosrau II. bis zur islamischen Expansion
Chosraus Nachfolger konnten diesen Zustand nicht erhalten. Sein Sohn Hormizd IV. wurde 590 gestürzt und ermordet, und dessen Sohn Chosrau II. wurde wenige Wochen später vertrieben, jedoch 591 mit oströmischer Unterstützung wieder eingesetzt. Er dankte es den Römern schlecht. Nach dem Tod des Kaisers Maurikios, der bei inneren Unruhen ermordet wurde, schwang sich Chosrau II. zu dessen Rächer auf, und es kam 603 zum letzten und größten Römisch-Persischen Krieg. Bis 619 waren Syrien und Ägypten gefallen, und die Sassaniden begannen damit, die eroberten Gebiete administrativ in das Reich einzugliedern. Das alte Achämenidenreich schien wieder auferstanden zu sein.
Chosraus christliche Ehefrau Schirin († 628; siehe auch Nezamis Epos Chosrau und Schirin) begünstigte die Christen und erhielt nach der Eroberung Jerusalems angeblich die Kreuzreliquie. Sie war zudem bestrebt, ihren Sohn Mardanschah als Nachfolger durchzusetzen. Gegen Ende der Regierungszeit Chosraus erreichte Kaiser Herakleios das fast Unglaubliche: Er führte trotz der gespannten Lage einen erfolgreichen Feldzug gegen die Sassaniden, die in der Schlacht bei Ninive im Dezember 627 geschlagen wurden. Zugleich konnte der Kaiser die Türken überreden, ihrerseits in Ostiran einzufallen und die Sassaniden in einen Zweifrontenkrieg zu verwickeln. Anders als noch 572 ging die Rechnung auf: Chosrau II., der auf die Nachricht von der Niederlage bei Ninive mit Flucht reagiert hatte, aber den Krieg mit Ostrom nicht abbrechen wollte, wurde Anfang 628 vom Adel, der die Hauptgefahr von den Türken ausgehen sah, abgesetzt und bald darauf getötet. Kavadh II. folgte ihm nach, starb aber bald darauf, so dass Thronkämpfe ausbrachen, während Ostrom die verlorenen Gebiete zurückerhielt (629/30). Das Sassanidenreich war von den langen Kriegen und dem anschließenden mehrjährigen Bürgerkrieg mit ständig wechselnden Herrschern (und zuletzt auch Herrscherinnen) bald völlig ausgeblutet. Erst Yazdegerd III. saß ab Ende 632 einigermaßen fest auf dem Thron, doch hatte er keine Gelegenheit mehr, das Reich wieder zu festigen.
Die muslimischen Araber hatten in ihrem Eroberungskrieg daher ein relativ leichtes Spiel gegen die beiden geschwächten Großmächte der Spätantike (siehe dazu Islamische Expansion). 634 konnten die Perser sie in der Schlacht an der Brücke zwar noch abwehren, doch dann eroberten die Muslime in relativ kurzer Zeit nicht nur die römischen Ostprovinzen, sondern nach der persischen Niederlage in der Schlacht von al-Qādisīya im heutigen Südirak (wohl 638) auch Mesopotamien. 642 vernichteten sie das letzte sassanidische Heer in der Schlacht bei Nehawand. Yazdegerd III. wurde 651 bei Merw im Nordosten Irans getötet. Versuche seines Sohnes Peroz, mit chinesischer Hilfe den Thron zurückzuerobern, hatten keinen Erfolg.
Das letzte altorientalische, vorislamische Reich war damit untergegangen – und mit ihm endete ein bedeutender Abschnitt der antiken Geschichte, auch wenn gerade die sassanidischen Traditionen teilweise Pate für das spätere Abbasiden-Kalifat in Bagdad standen. Das vorislamische persische Königsideal und Einflüsse der sassanidischen Hofkultur wirkten in islamischer Zeit stark nach, bis hinein in den indischen Kulturraum. Die Bevölkerung Irans wurde in der folgenden Zeit schrittweise islamisiert, wenngleich die Zoroastrier noch lange eine bedeutende Minderheit darstellten. Ihre Sprache und Kultur allerdings konnten die Perser bis heute bewahren.